# اشکنه
اِشْکِنه یکی از خوراک‌های ایرانی است که به صورت معمول با نان میل می‌شود. اشکنه سوپ یا روغن‌آبی است که از آرد، سبزی و پیازداغ تشکیل میشود.
یکی از بهترین تعریفات بر جامانده از زمان گذشته از کتاب نادر میرزا دربارهٔ اشکنه نقل شده‌است: ”اشکنه خورش‌های نان است و بس با مزه و آسان زود پزند. باشد که در خانه خورشی آماده نباشد یا به بیابان و روستا گوشت و دیگر چیز به دست نیاید، اشکنه سازند. نخست بدان که اشکنه زبان پارسی میانه است که به تازی ثَرید نامند. آبگوشت را نیز نام پارسی اشکنه است. اکنون اشکنه دیگر است و آبگوشت دیگر، و همه خورش نان است که پَرکن پَرکن در آن افکنند تا نرم و آغشته گردد و خورند. ”
این خوراک دارای گونه‌های مختلف است و در میان افراد گوناگون به روش‌های مختلف پخته می‌شده‌است.
اشکنه در گذشته از غذاهای مرسوم در میان ایرانی ها بوده اما به مرور زمان کمتر از آن در خانواده مدرن ایرانی طبخ می شود.

## انواع اشکنه
1. اشکنه اوجیزک سیستانی
2. اشکنه اودوغ
3. اشکنه سیب زمینی
4. اشکنه پیاز
5. اشکنه سیب زمینی پیاز

در تمام انواع اشکنه‌ها ابتدا پیاز خورد شده در روغن سرخ می‌شود و سپس دیگر مواد به آن افزوده می‌شود.
برای تهیهٔ اشکنه پیاز ابتدا پیازهای خلال شده را سرخ کرده تا طلایی شود. سپس مقداری مرزه یا شنبلیله خشک شده را به پیازها می‌افزاییم و تفت می‌دهیم. مقداری زردچوبه و نمک به آن اضافه نموده و پس از افزودن آب به آن، در قابلمه را می‌بندیم تا پخته شود. این خوراک معمولاً به صورت تلیت کردن نان در آن سرو می‌شود.
اشکنهٔ پیاز سیب‌زمینی از رایج‌ترین انواع اشکنه است. پس از طلایی شدن پیازها به تعداد هر نفر دو عدد سیب زمینی خورد شده را اضافه می‌کنیم و بعد ادویه و زردچوبه و سپس آب را به آن اضافه می‌کنیم در قابلمه را می‌بندیم تا با حرارت کم نیم ساعت جوش بخورد. اشکنه به‌طور کلی نیاز به گوشت مرغ یا هیچ نوع گوشتی ندارد و در واقع این یک خوراک گیاهی است و از کهن‌ترین خوراک‌های رایج در ایران است.